# Naturfredninger langs Røsnæs sydkyst
 Langs Røsnæs sydkyst er der  er der seks naturfredninger  hvor den ældste går tilbage til en frivillig fredning i 1924.  Det er et landskab med  dramatiske og dynamiske skrænter, hvor der findes mange sjældne og karakteristiske planter og dyr, og naturen langs disse kyster er nærmest uberørt af menneskelig aktivitet.

## Områderne
- Vindekilde på Røsnæsspidsen. En stribe af sydkysten på Røsnæsspidsen er fredet ved Fredningsnævnets kendelse af 1953. Fredningen er en udvidelse af en frivillig fredning fra 1924. Den skal sikre, at der ikke bygges eller i det hele taget sker ændringer af landskabet.

- Barnes Banke ud for Ulstrup by. Overfredningsnævnet fredede i 1965 et 21 ha stort område ned til Kalundborg Fjord fra den ubebyggede del af vejen gennem Ulstrup. Formålet var at bevare udsigten over Kalundborg Fjord fra den offentlige vej. Fredningen forhindrede en påbegyndt udstykning af området. En strimmel på 4 ha vest for fredningen blev føjet til i 1970. Fredningsnævnet afsagde denne kendelse, som igen var en udsigtsfredning.

- Kongstrup Klinter blev fredet sammen med Vindekilde ved Fredningsnævnets kendelse af 1953. Den omfatter 24 ha af kysten fra Kongstrup til Nostrup. Formålet er at beskytte landskabet og de enestående naturhistoriske interesser med hensyn til både geologi, botanik og dyrelivet, herunder den sjældne og særprægede insektfauna.

- Golfbanen; Et 22 ha stort område syd for landevejen Kalundborg-Røsnæs blev i 1971 fredet af Overfredningsnævnet. Fredningen er en udvidelse af mindre fredninger fra henholdsvis 1934 og 1952. Formålet med fredningen i 1971 var at give offentligheden adgang til kysten. Kendelsen giver lov til en vis landskabspleje for at bevare særlige landskabsformer og sjældne arter. I 1978 fik Kalundborg Golfklub lov til at anlægge golfbane på ca. halvdelen af det fredede areal. En sådan tilladelse ville nok være utænkelig i dag.

- Klintegården Fredningsnævnet afsagde i 1977 kendelse om at frede et 13 ha stort område mellem Kalundborg-Røsnæs landevejen og Kalundborg Fjord. Kalundborg Kommune rejste fredningssagen for at bevare områdets nuværende karakter og for at give publikum adgang til kysten. Til gengæld åbnede fredningen mulighed for et hotelbyggeri på stedet, men det er senere blevet omgjort.[1]
- Ovenfor sommerhusområdet ved Hellesklint blev  27,5 hektar fredet i 1962.[2][3]

En del af området hører under Natura 2000-område nr. 166 Røsnæs og Røsnæs Rev 

## Landskabet
I slutningen af sidste istid trængte en gletsjer op gennem Storebælt. Sydkysten af Røsnæs blev skubbet op af denne Storebæltsgletsjer for 17.000-18.000 år siden. Kystklinterne består af usorteret materiale (moræne), som gletsjeren førte med sig indefrosset i bund og sider, blandet med meget gammelt materiale (plastisk ler), som gletsjeren skubbede op foran sig. Røsnæs er en såkaldt randmoræne, hvor kysten står stejlt og nogle steder med 20-30 m høje skrænter. Ved Kongstrup når skrænterne op i over 40 m højde.
Kysten er i dag kun lidt påvirket af senere indgreb, og den er et stykke oprindelig natur, mens baglandet dog er påvirket af sommerhusbebyggelser, en golfbane og af dyrkning. Man kan komme ned til sydkysten af Røsnæs ved fire af fredningerne. Den sidste fredning kan man gå til.
Kystskrænterne er bemærkelsesværdigt dynamiske, idet skrænterne nogle steder brydes ned af havet, og andre steder skrider kysten ud på grund af det plastiske ler, som bliver flydende, når det bliver vådt.

## Kulturhistorie
Kystskrænterne og de bakkede overdrev har været græssede i umindelige tider og nogle af overdrevene har aldrig været dyrket.
Nord for Vindekilde er der en unik udsigt fra den 55 m høje bakke Vågehøj. Under 2. verdenskrig opførte tyskerne en bunker på Vågehøj, hvori der er et kontrolrum for en radar.
Røsnæs sydkyst er stort set uberørt, men fra 1949-1980 lå der en Leca-fabrik i baglandet ved Kongstrup. Den producerede Leca-sten ud fra det plastiske ler i kystskrænterne, og adskillige steder langs kysten, kan man se grøfter og grave, som stammer fra Lecas graveaktivitet.